# Dzintar Klavan
Dzintar Klavan (Viljandi, 18 giugno 1961) è un ex calciatore estone, di ruolo centrocampista.
Anche suo figlio Ragnar è un calciatore.

## Carriera

### Club
Ha esordito nella massima serie estone con il Tulevik Viljandi, con il quale ha trascorso gran parte della carriera.
I maggiori successi sono venuti nei due anni di permanenza al Flora Tallinn, con il quale ha vinto due campionati e una coppa nazionale.

### Nazionale
Ha debuttato con la maglia della nazionale estone il 21 febbraio 1993 nella gara contro la Lettonia, entrando nella ripresa al posto di Aleksandr Olerski; ha giocato 19 partite in nazionale tra il 1993 e il 1995.

## Palmarès

### Club
- Campionato estone: 2

Flora Tallinn: 1993-1994, 1994-1995
- Coppa di Estonia: 1

Flora Tallinn: 1994-1995